# Alexander Cockburn
Alexander Cockburn, född 24 september 1802, död 20 november 1880, var en brittisk jurist och politiker. Han var brorson till George Cockburn.

## Biografi
Cockburn invaldes 1847 av de liberala i underhuset, där han 1850 väckte uppmärksamhet genom sitt försvar av regeringen i den så kallade Pacificoaffären. Han var solicitor general 1850-1851, och med ett kort avbrott attorney general 1851-1856. År 1856 blev han Lord Chief Justice och vann som sådan stort anseende. Cockburn var en av skiljedomarna 1871 i Alabamafrågan.